# Reiterstandbild Maximilians I.

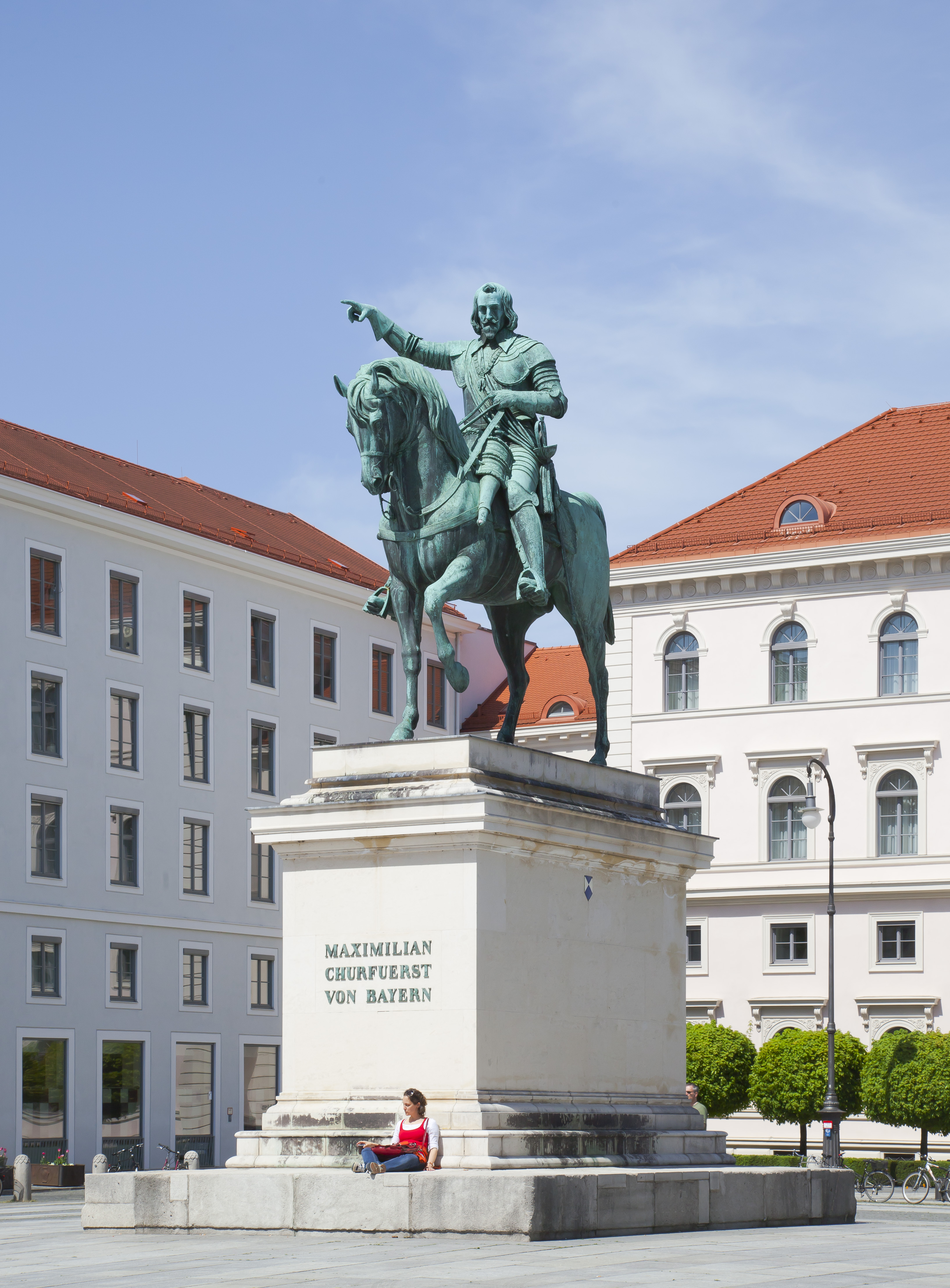
Das Reiterstandbild Maximilians I.

Das Reiterstandbild des Kurfürsten Maximilian I. von Bayern auf dem Wittelsbacherplatz in München wurde 1830–1836 vom Bildhauer Bertel Thorvaldsen im Stil des Klassizismus geschaffen.

## Beschreibung
Die Figur aus Bronze zeigt Maximilian I. zu Pferd. Der Sockel aus Stein hat die Inschriften „Maximilian Churfuerst von Bayern“ auf der Vorderseite und „Errichtet von Ludwig I Koenig v Bayern XII October MDCCCXXXIX“ auf der Rückseite. Entsprechend wurde das Reiterstandbild am 12. Oktober 1839 errichtet. Es steht unter Denkmalschutz.